# Tonino Picula

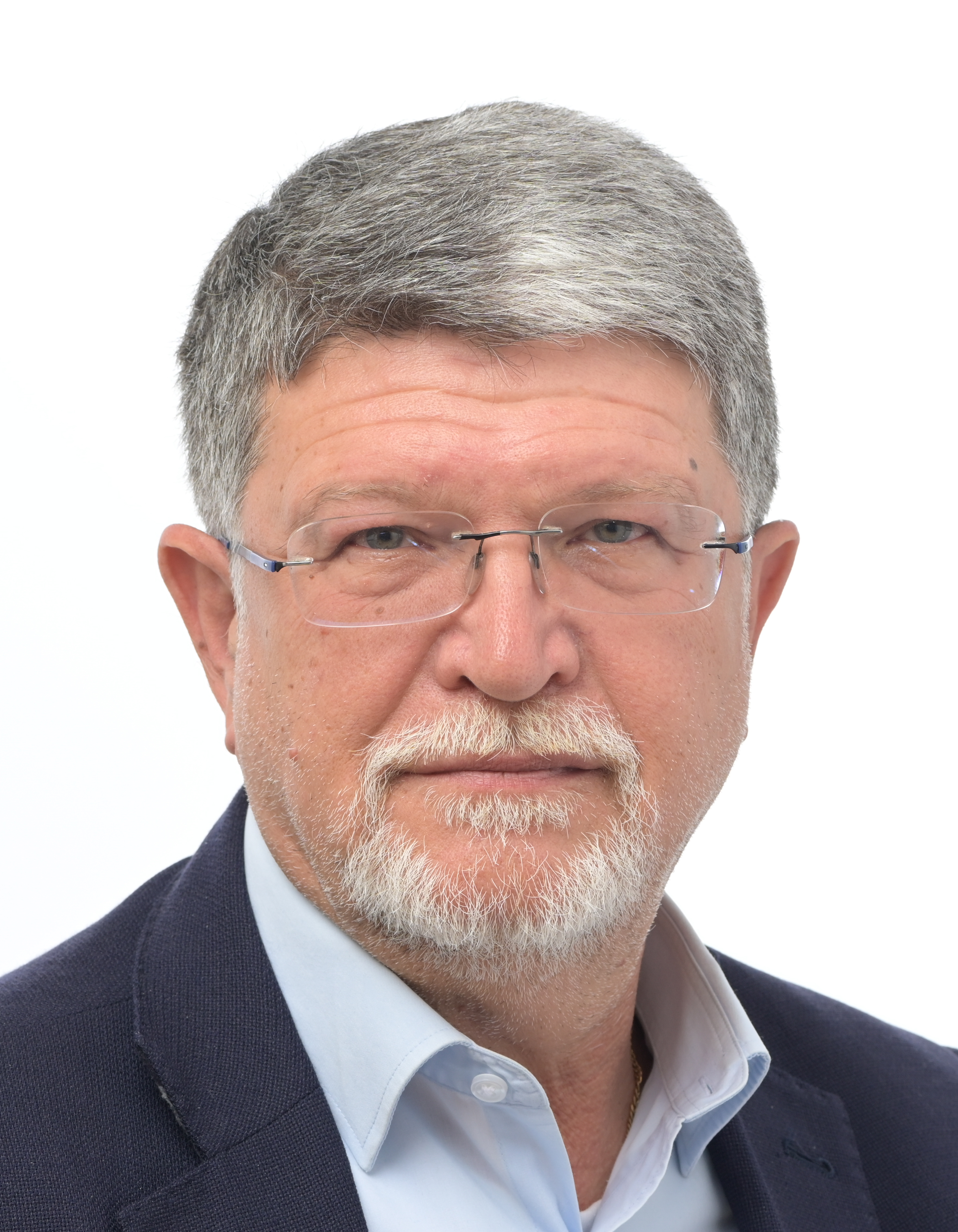
Tonino Picula (2024)

Tonino Picula (* 31. August 1961 in Mali Lošinj) ist ein kroatischer Politiker.

## Leben
Tonino Picula studierte Soziologie an der Universität Zagreb. Er ist Mitglied der Socijaldemokratska partija Hrvatske. Von 2000 bis 2003 war er Außenminister Kroatiens, ab 2003 war er Abgeordneter des Kroatischen Parlaments, daneben von 2005 bis 2009 Bürgermeister von Velika Gorica.
Vor dem EU-Beitritt Kroatiens wurde er vom kroatischen Parlament als Beobachter ins Europäische Parlament entsandt. Bei der Europawahl in Kroatien 2013 wurde er in das Europäische Parlament gewählt. Daraufhin legte Picula sein Mandat im Kroatischen Parlament nieder.